# Instrumentenfliegerstaffel 14

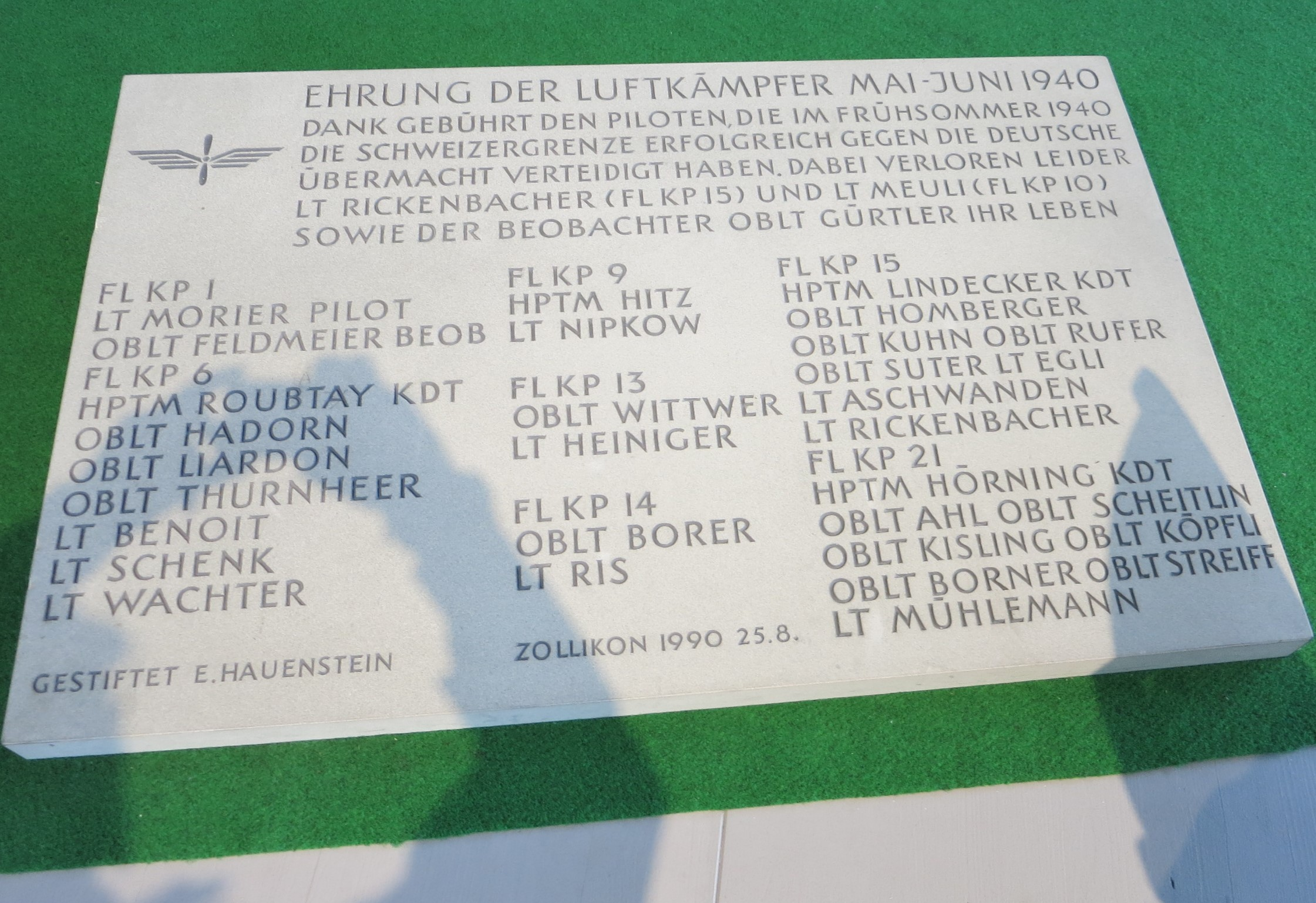
Luftkämpfe Mai Juni 1940

Die Instrumentenfliegerstaffel 14 ist eine Miliz-Ausbildungsstaffel der Schweizer Luftwaffe. Ihre Heimatbasis ist der Militärflugplatz Locarno. Die Instrumentenfliegerstaffel 14 trägt als Wappen zwei Pinguine und im Hintergrund das Fluginstrument Künstlicher Horizont, in dessen unteren Bereich der Anzeige eine weisse 14 steht.

## Geschichte
Die Fliegerkompanie 14 wurde im Zweiten Weltkrieg gegründet. Im Jahr 1945 erfolgte die Umbenennung in Fliegerstaffel 14. Die Fliegerstaffel 14 verwendete von 1952 bis 1970 die De Havilland DH.100 Vampire. Im Jahr 1970 wurde die Fliegerstaffel 14 aufgelöst.
Sie wurde 1989 als Instrumentenfliegerstaffel 14 reaktiviert und benutzte vom Militärflugplatz Locarno aus die Pilatus PC-7. Die Aufgabe ist es, die angehenden Militärpiloten, nach der SPHAIR Selektion und der fliegerischen Grundausbildung der Pilotenschule in Locarno, im Instrumentenflug auszubilden. Diese Ausbildung durchlaufen alle angehenden Piloten der Schweizer Luftwaffe. Nach der abgeschlossenen Instrumentenflugausbildung bei der Instrumentenfliegerstaffel 14 trennen sich die Wege der Pilotenschüler. Helikopterpiloten führen ihre Ausbildung auf dem Helikopter EC635 weiter, die angehenden Jetpiloten erlernen bei der Pilotenschule auf dem Militärflugplatz Emmen mit den Pilatus PC-21 die Grundlagen für den Luftkampf und Luftpolizeidienst.
Die Piloten der IF 14 waren 2008 weiterhin tätig in der Ausbildung der Jetpiloten im Kommando Luftverteidigung, dies im Simulator F/A-18 im Bereich Zivil-IFR-Ausbildung. Im Jahr 2002 leisteten 39, im 2007 noch 27 ehemalige Jet-Kampfpiloten Dienst in der IF 14, dies zu jenem Zeitpunkt meist zivile Linienpiloten mit teils Instruktionsfunktionen in den Airlines. Diese 27 Piloten erbrachten 850 Diensttage, sowohl als PC-7 Fluglehrer als auch bei der Ausarbeitung von Verfahrensmaterial. Mit 50 Jahren scheiden die Piloten aus der Staffel aus, womit für das Jahr 2009 nur noch 18 Piloten zur Verfügung standen. Nachwuchs sei kaum noch zu erwarten, da keine Miliz-Jetpiloten mehr ausgebildet würden. Der Bereich Selektion sei damit kaum mehr aufrechtzuerhalten, so die Prognose im 2008. Der Staffelkommandant schlug vor, diese ausgeschiedenen Piloten in den kommenden Jahren in Teilzeit anzustellen.

## Flugzeuge
- De Havilland DH.100 Vampire
- Pilatus PC-7